# Euronozzle

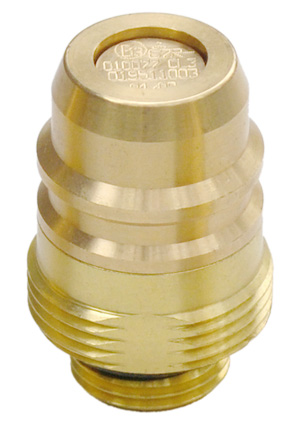
Euronozzle-Adapter

Der Euronozzle […nɔzl̩] (englisch für „Eurodüse“) ist ein einheitlicher europäischer Betankungsanschluss für Autogas-Fahrzeuge.
Die Europäische Norm EN 13760 definiert diese einheitlichen Anschlüsse für Flüssiggas-Zapfpistolen. Bei dieser Norm soll Kontur auf Kontur passen – also das Entweichen größerer Gasmengen beim Abkoppeln soll durch eine speziell konstruierte Füllpistole ohne Totraum-Volumen verhindert werden.
Erstmals stand die Euronozzle genannte Füllpistole in Spanien, wo die Zapfsäulen bisher mit Bajonett-Anschluss ausgestattet waren, an Flüssiggas-Tankstellen zur Verfügung. Die Firma Repsol rüstet ihre neuen Flüssiggas-Tankstellen mit Euronozzle-Füllpistolen aus. Tankstellen in Portugal wechselten im März 2018 vom bisherigen DISH-Anschluss auf Euronozzle (dort Euro Connector genannt).
Der Euronozzle-Adapter ist aus Messing gefertigt, hat eine Länge von rund 50 mm und einen Durchmesser von etwa 30 mm.
Bevor europaweit eine einheitliche Regelung zur Einführung der Füllpistole nach EN 13760 geschaffen wird, werden nur Neufahrzeuge und Umrüstungen für Euronozzle ausgestattet. Der Umbau des Betankungssystems älterer Gasfahrzeuge auf einen neuen Füllanschluss ist aber problemlos möglich.